# Algimantas Kunčius
 (juin 2019).
Si vous disposez d'ouvrages ou d'articles de référence ou si vous connaissez des sites web de qualité traitant du thème abordé ici, merci de compléter l'article en donnant les références utiles à sa vérifiabilité et en les liant à la section « Notes et références ».
Algimantas Kunčius est une photographe, né en 1939, à Pakruojis, en Lituanie. Il a grandi à Kaunas mais a passé la plus grande partie de sa vie à Vilnius.
En 1969, il est un des membres fondateurs de la Société lituanienne de la photographie d'art, rebaptisée en 1989 l’Union des photographes d'art lituaniens.
Dans son cycle de photographies baptisées Réminiscences (1975 - 1985) il poursuit au moins deux directions de recherche, d'une part, sur la réduction de l'opposition entre le sujet observant et l'objet observé, et, d'autre part, pour la lecture de significations communes dans les choses de tous les jours où chaque photographie devient une étape dans le processus de découverte et d'appropriation de l'identité nationale.
En 1998, il reçoit le prix national des Arts et de la Culture de Lituanie.
En 2007, il publie son livre Le passé en carrés, constitué de photographies des années 1960 à Vilnius, toutes de format carré.
En matière de photographie son grand maître a été Henri Cartier-Bresson, à qui il dédie spécialement une importante série de photographies intitulée « A la mer » débutée en 1970 et qui se poursuit toujours. Bien qu’il n’ait jamais eu l’occasion de le rencontrer, la photographie d’ Henri Cartier Bresson a été un guide essentiel dès ses débuts dans son approche technique et artistique.
Ses tirages photographiques se trouvent au Musée National lituanien, un fonds dédié à son nom (80.000 négatifs et des tirages concernant la vie culturelle), 53 tirages de son cycle « Réminiscences » à la Bibliothèque nationale de France Richelieu ainsi que dans des collections privées.
Le travail de Kunčius sur le thème des dimanches de liberté individuelle et collective a été sélectionné pour être présenté dans le cadre de la 50e édition des Rencontres de la photographie d'Arles en 2019.